# Bataille de Stanwix Station
Guerre de Sécession
Batailles
Colonne de Californie
- Stanwix Station
- Picacho Pass
- Tucson
- Apache Pass
- La Paz
- Pecos River
- Mount Gray
- Doubtful Canyon
- Fort Buchanan

- Mesilla (1re)
- Tubac
- Cooke's Canyon
- Florida Mountains
- Gallinas Mountains
- Placito
- Pinos Altos
- Canada Alamosa
- Valverde
- Stanwix Station
- Picacho Pass
- Dragoon Springs (1re)
- Dragoon Springs (2e)
- Tucson
- Mesilla (2e)
- Apache Pass
- La Paz

- Point of Rocks (en)
- Wagon Mound (en)
- Combat de Bell (en)
- Cieneguilla (en)
- Ojo Caliente Canyon (en)

- Diablo Mountains (en)
- Expédition d'Antelope Hills (en)
- Little Robe Creek (en)
- 1re Adobe Walls

- Cooke's Spring (en)
- Expédition de Bonneville (en)
- Madera Canyon (en)
- Mimbres River (en)
- Affaire Bascom
- Tubac
- Cooke's Canyon
- Florida Mountains
- Gallinas Mountains
- Placito
- Pinos Altos
- 1re Dragoon Springs
- 2e Dragoon Springs
- Apache Pass
- Big Bug
- Mowry (en)
- Mount Gray
- Doubtful Canyon
- Fort Buchanan

- Pipe Spring

- Camp Grant
- Wickenburg
- Burro Canyon
- Tonto Basin
- Salt River Canyon
- Turret Peak (en)
- Sunset Pass (en)

- Yellow House Canyon (en)

- Ojo Caliente
- Las Animas Canyon
- Hembrillo Basin (en)
- Alma (en)
- Fort Tularosa (en)
- Carrizo Canyon (en)

- Cibecue Creek
- Fort Apache (en)
- McMillenville (en)
- Big Dry Wash
- Lordsburg Road
- Devil's Creek (en)
- Little Dry Creek (en)
- Nacori Chico
- Bear Valley (en)
- Pinito Mountains

- Kelvin Grade (en)
- Cherry Creek (en)
- Guadalupe Canyon (en)

Stanwix Station, dans l'ouest de l'Arizona, est un arrêt sur la ligne de diligences Butterfield Overland Stagecoach, construite dans les années 1850 près de la rivière Gila, à 80 kilomètres environ à l'est de Yuma. C'est à cet arrêt qu'a eu lieu, le 30 mars 1862, le combat le plus à l'ouest de la guerre de Sécession entre nordistes et sudistes.
Ce jour-là, le capitaine William P. Calloway et une avant-garde de 272 hommes de la « Colonne de Californie » découvrent un petit détachement de troupes confédérées, menées par le second lieutenant John W. Swilling en train de mettre le feu à des réserves de fourrage destinées à la colonne de troupes nordistes. Après un bref échange de tirs, les sudistes s'en vont et rejoignent Tucson, capitale du district de l'ouest du Territoire Confédéré de l'Arizona. Un seul soldat a été blessé, le nordiste William Semmilrogge.
Les sudistes cherchaient à ralentir la progression vers l'est des troupes californiennes, ce qui leur a permis de planifier l'évacuation du territoire qu'il occupaient et de préparer d'autres actions de retardement, comme celle qui aura lieu à Picacho Pass, le 15 avril. Ce dernier combat a causé plusieurs morts et est, pour cette raison, parfois préféré pour être le plus occidental combat de la guerre.

## Sources
- (en) Cet article est partiellement ou en totalité issu de l’article de Wikipédia en anglais intitulé « Battle of Stanwix Station » (voir la liste des auteurs).
- The Confederate Arizona Campaign of 1862, Col. Sherrod Hunter Camp 1525, SCV, Phoenix, Arizona.
- Hunt, Aurora, James Henry Carleton, 1814-1873, Frontier Dragoon, Frontier Military Series II, Glendale, California: Arthur H. Clark Company, 1958.
- Masich, Andrew E., The Civil War in Arizona; the Story of the California Volunteers, 1861-65 Nornan: University of Oklahoma Press, 2006.